# Making-of

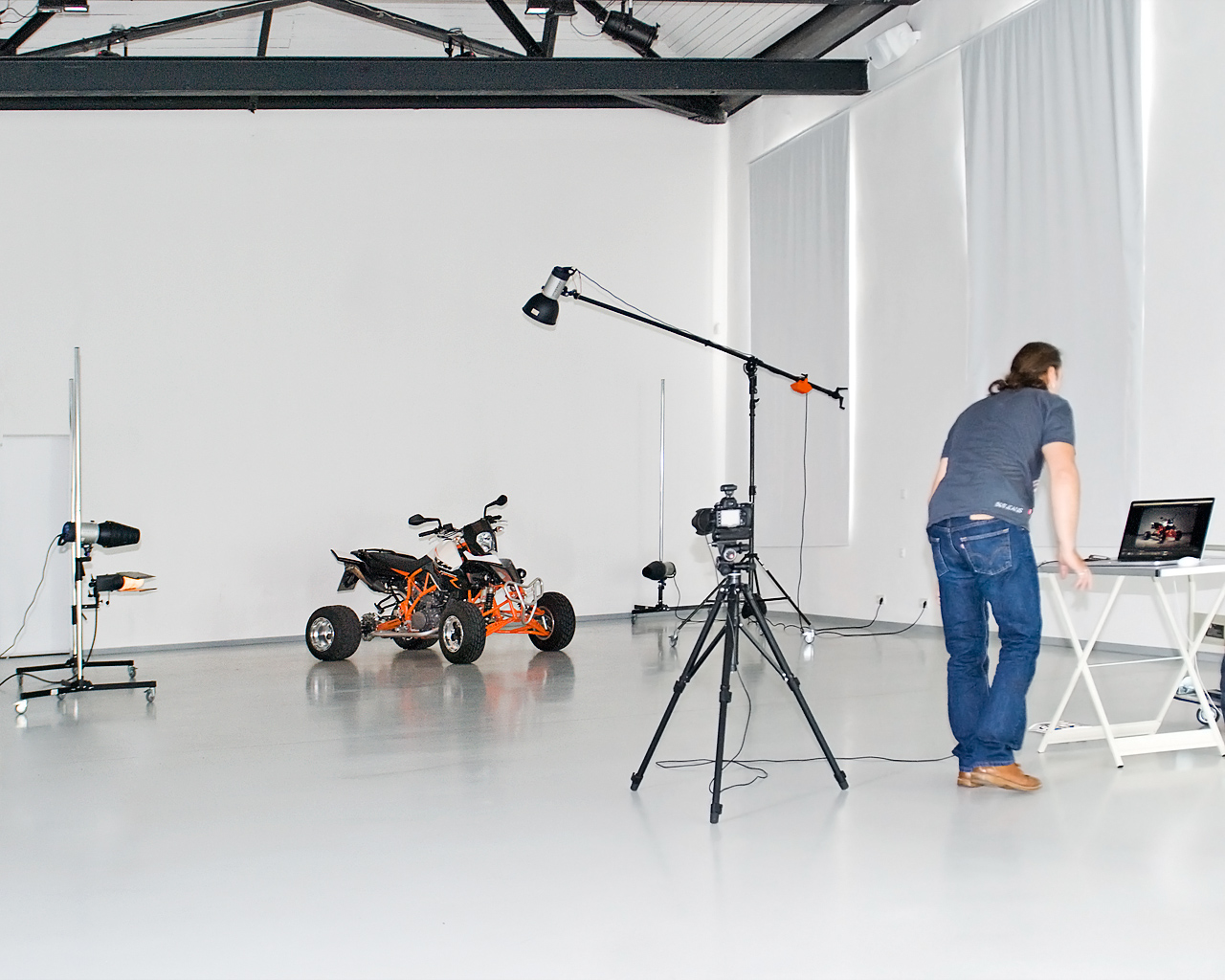
Elaboració en una sessió de fotos

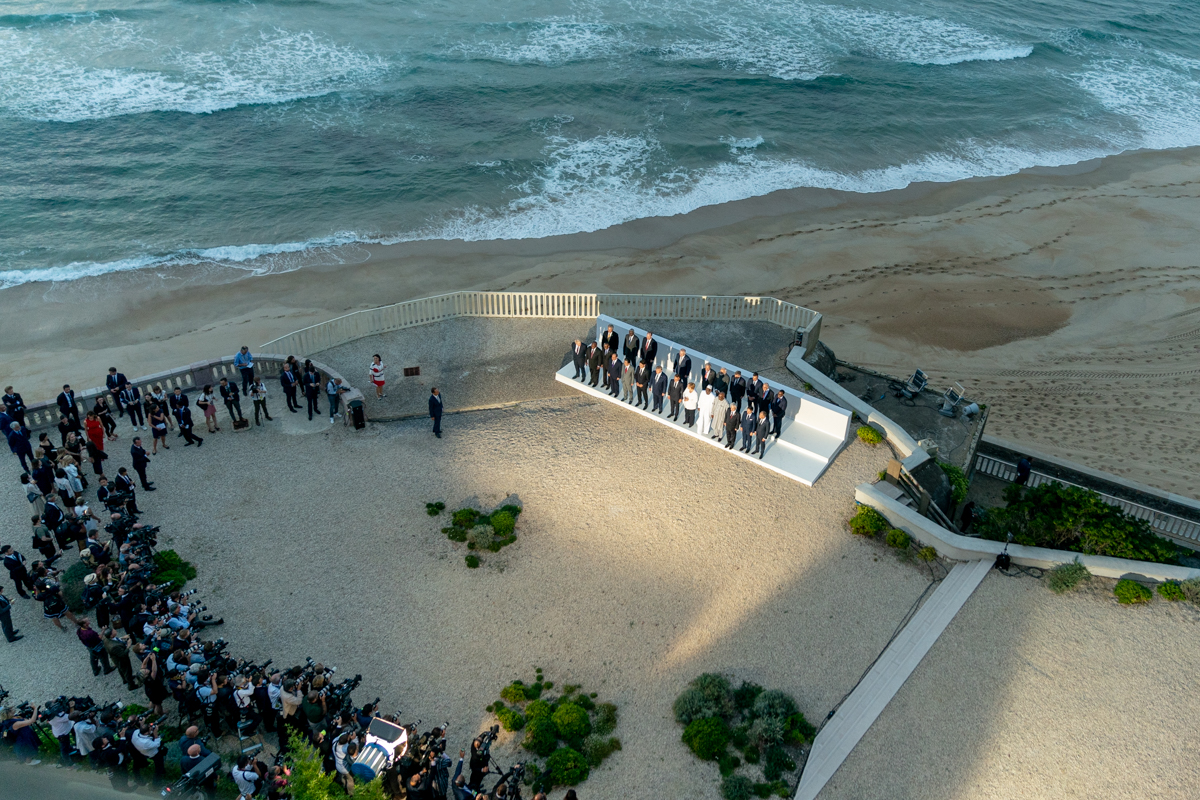
Foto de la cimera del G7 a Biarritz a l'Hotel du Palais amb gent de mitjans de comunicació (cimera del G7 a Biarritz 2019)

Un making-of és un anglicisme que designa un documental que relata el rodatge o la producció d'un film o d'una obra audiovisual (telefilm, sèrie de televisió…), fins i tot d'una altra producció artística (dibuixos animats per exemple). En català, el concepte anglès s'ha adaptat com a com-s'ha-fet.
El making-of és de vegades considerat com un sub-gènere del film documental.

## Història
En el seu origen, els making-of són realitzats de manera quasi-aficionada a partir d'imatges captades aquí i allà per l'equip de la pel·lícula o per equips de televisió com a reportatge sobre el rodatge d'un film. Amb l'adveniment del Laserdisc als anys 1980 i a continuació, sobretot, amb l'èxit dels DVD als anys 2000, el making-of és un suplement habitual del film. Els productors de films concedeixen llavors un pressupost als making-of i planifiquen la seva realització en paral·lel a la del film, en previsió, sobretot, dels bonus que s'afegiran als DVD.
Es deu el reconeixement d'aquest format a Michael Jackson i John Landis que van filmar el primer making-of de la història en el rodatge del videoclip de Thriller. Els films d'efectes especials a continuació han donat pas a aquest clip per revelar secrets de fabricació. El makinf-of més important sens dubte és el d'Apocalypse Now: titulat Heart of Darkness: A filmmaker's Apocalypse, que relata l'increïble i infernal producció del film de Francis Ford Coppola durant diversos anys. O Diari d'un rodatge (Dokument Fanny och Alexander, 1982), en què el mateix Ingmar Bergman va documentar la filmació del seu llargmetratge Fanny and Alexander. Lost in La Mancha de Keith Fulton i Louis Pepe, sobre el rodatge del film inacabat de Terry Gilliam The Man Who Killed Don Quixote, ha estat igualment molt destacat després de la seva explotació en sales, cosa més aviat inusual per a aquest gènere de documental.